# Meltem Akçöl
Meltem Akçöl (Estambul, 1 de enero de 2001) es una actriz turca.

## Biografía
Nacida en 2001 en Estambul (Turquía), Meltem Akçöl tiene una hermana mayor y desde los tres hasta los seis años trabajó como modelo infantil. Mientras asistía a la escuela primaria, participó en representaciones teatrales y eventos escolares. Después de completar su educación primaria y secundaria, decidió inscribirse en el departamento de cine y televisión de la Universidad de Bahçeşehir, donde a partir de su segundo año, tomó cursos y lecciones de actuación frente a la cámara con lecciones impartidas por Bahar Kerimoğlu, Kemal Başar y Şakir Güler y al finalizar sus estudios, obtuvo su licenciatura. Más tarde, también estudió diseño gráfico durante dos años.
En 2021 y 2022 hizo su debut en la pantalla chica con el papel principal de Deniz Yılmaz en la serie de Kanal D y teve2 Kırık Hayatlar, junto al actor Erdem Yılmaz. Más tarde, en 2022, consiguió el papel de Hazal Demir en la serie adolescente de Star TV Duy Beni. En 2023 fue elegida para interpretar el papel de İpek Nakkaşoğlu, la hermana de Deva (interpretada por Melis Sezen), en la serie de Fox Gülcemal.
En 2024, aceptó interpretar el papel principal de Sultan Karadere en la serie de TRT 1 Kara Ağaç Destanı, junto a los actores Olgun Şimşek, Emre Kıvılcım, Özlem Conker y Merih Öztürk. En 2025, hizo su debut cinematográfico con el papel de la protagonista Zeynep Akay en la película Karantina dirigida por Ahmet Topuz.

## Filmografía

### Cine
| Año  | Título    | Personaje   | Director    |
| ---- | --------- | ----------- | ----------- |
| 2025 | Karantina | Zeynep Akay | Ahmet Topuz |

### Televisión
| Año       | Título            | Personaje       | Cadeña  | Cadeña  | Notas         |
| --------- | ----------------- | --------------- | ------- | ------- | ------------- |
| 2021-2022 | Kırık Hayatlar    | Deniz Yılmaz    | Kanal D | teve2   | 100 episodios |
| 2022      | Duy Beni          | Hazal Demir     | Star TV | Star TV | 20 episodios  |
| 2023      | Gülcemal          | İpek Nakkaşoğlu | Fox     | Fox     | 13 episodios  |
| 2022      | Kara Ağaç Destanı | Sultan Karadere | TRT 1   | TRT 1   | 30 episodios  |